# Volkswagen Group MEB (платформа)
Платформа Volkswagen Group MEB (нім. Modularer E-Antriebs Baukasten, «модульний набір інструментів для електроприводу») — це модульна автомобільна платформа для електромобілів, розроблена Volkswagen Group та її дочірніми компаніями Ввикористовується в моделях Audi, Cupra, Škoda та Volkswagen, а також у партнерстві з Ford. Архітектура спрямована на «консолідацію електронних засобів керування та зменшення кількості мікропроцесорів, просування нових технологій допомоги водієві та дещо змінений підхід створення автомобілів» VW Group.

## Плани
Платформа MEB є частиною стратегії Volkswagen щодо початку виробництва нових акумуляторних електромобілів між 2019 і 2025 роками. У 2017 році концерн VW Group оголосив про поступовий перехід від двигунів внутрішнього згоряння до електромобілів з акумуляторними батареями, причому до 2030 року всі 300 моделей 12 брендів матимуть електричні версії.
Станом на травень 2018 року VW Group виділила 48 мільярдів доларів США на постачання акумуляторів для електромобіля і оголосила про плани оснастити 16 заводів для виробництва електромобілів до кінця 2022 року. Серійні автомобілі під брендом Volkswagen почали збирати на заводі VW у Цвікау в Німеччині для європейського ринку наприкінці 2019 року, тоді як два заводи в Північній Америці та Китаї розпочали виробництво у 2020 році та в Чаттанузі, штат Теннессі, у 2022 році. Позашляховик Enyaq під брендом Škoda виробляється на заводі Škoda в Млада-Болеславі, Чехія, разом з електродвигунами  та акумуляторами для електромобілів. 
Станом на листопад 2018 року планувалося розробити два типи платформи MEB: один для легкових автомобілів і один для легкових автомобілів, які вміщують більш важкі вантажі. VW також заявив, що платформа буде доступна для закупівлі виробникам-конкурентам.
Ford Motor Company має стратегічне партнерство з Volkswagen щодо платформи MEB, щоб отримати вигоду від економії масштабу. Ford планує створити автомобілі на MEB до 2023 року.

## Застосування

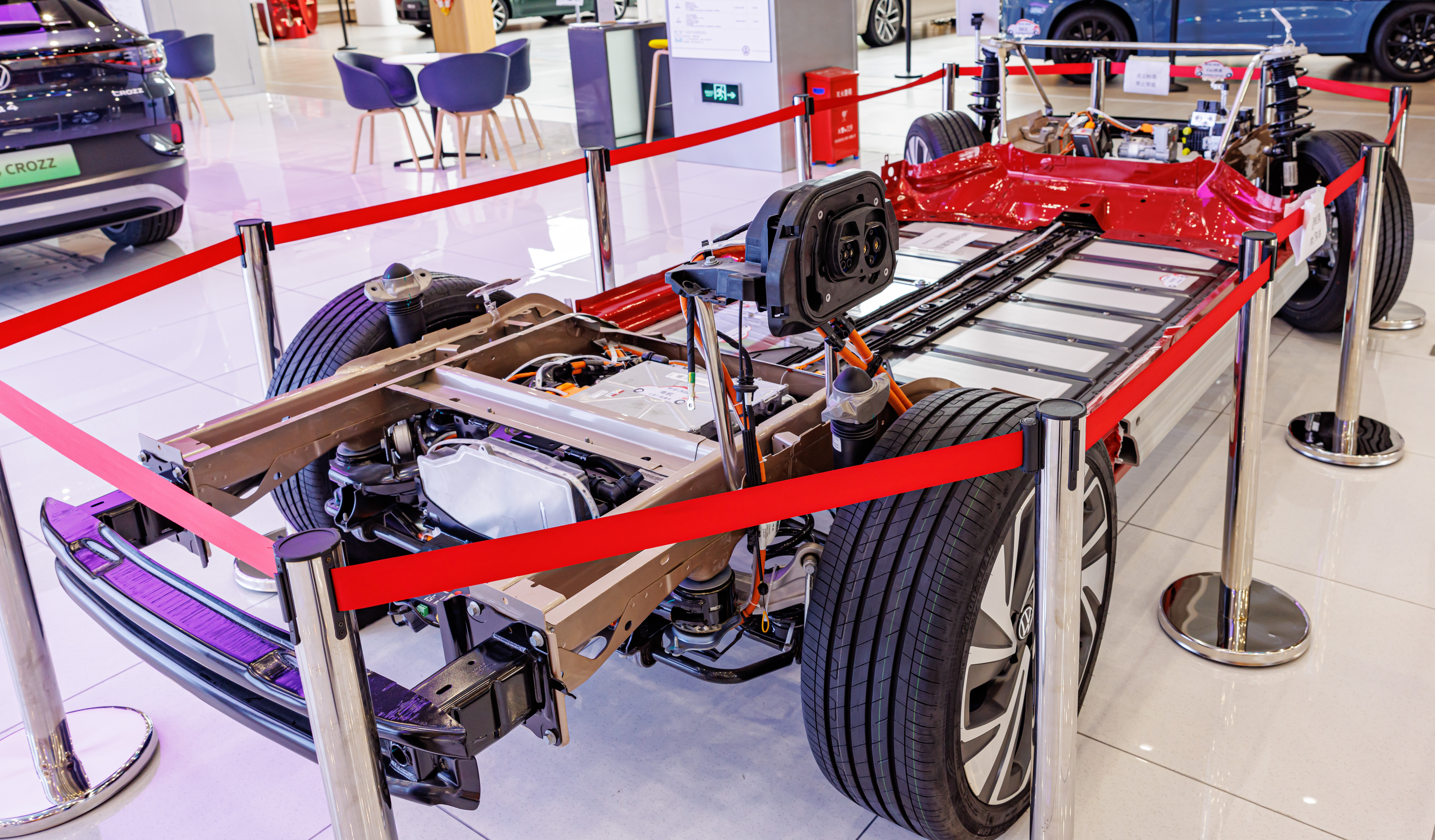
Патформа MEB (2023)

Станом на 2023 рік платформа MEB лежить в основі дев’яти основних моделей, вісім із яких знаходяться в активному виробництві, в результаті чого загалом вийшло 13 різних автомобілів.
(Підпункти вказують на версії з оновленим маркуванням або похідні від того самого транспортного засобу, наприклад, купе або вантаж)
- Audi Q4 e-tron (2021–дотепер)[13][14][15]
  - Audi Q4 Sportback e-tron (2021–дотепер) [16] [15] [14]
- Audi Q5 e-tron (2021–дотепер)
- Cupra Born (2021–дотепер) [17]
- Cupra Tavascan (2024–дотепер)
- Škoda Enyaq iV (2020–дотепер) [3] [18] [19]
  - Škoda Enyaq Coupé iV (2021–дотепер)
- Volkswagen ID.3 (2019–дотепер)[20][21]
- Volkswagen ID.4 (2020–дотепер) [22][23]
  - Volkswagen ID.5 (2021–дотепер)[24]
- Volkswagen ID.6 (2021–дотепер)[25]
- Volkswagen ID.7 (2023; дотепер)
- Volkswagen ID. Buzz (2022–дотепер) [26]
  - Volkswagen ID. Buzz Cargo (2022–дотепер)
- Ford Explorer EV (2023–дотепер)
- Ford Capri EV (2024–дотепер)

### Концептуальні автомобілі
- Cupra UrbanRebel[27]
- Концепт Cupra Tavascan[28]
- Volkswagen ID. Buggy[29][30]
- Volkswagen ID. Life[31]
- Volkswagen ID.2all

## Продаж іншим виробникам
У 2018 році VW оголосила, що відкрита для спільного використання платформи з виробниками за межами VW Group. Окрім платформи, VW також запропонував окремі компоненти, а також розробку циліндрів і контрактне виробництво.

### Форд
Наприкінці 2018 року компанії оголосили про переговори про обмін технологіями. У 2019 році запланований обсяг збільшили вдвічі з 600 тис. до 1,2 млн. Ford планує випускати дві моделі: Explorer EV і Capri EV.

### Fisker (скасовано)
У липні 2020 року компанія Fisker оголосила, що веде переговори з VW про використання MEB для запланованого Fisker Ocean, який уже був представлений наприкінці 2019 року. Через місяць переговори були припинені.
У жовтні 2020 року було оголошено, що Magna Steyr збиратиме автомобіль за власною технологією Magna EV.

### Mahindra
Наприкінці 2022 року Mahindra оголосила, що має намір використовувати компоненти MEB для майбутньої платформи EV Mahindra під назвою «Inglo». Mahindra планувала випустити п'ять автомобілів на базі Inglo.

## Електродвигуни

### Задня вісь

#### App 310
Платформа MEB підтримується електродвигуном APP 310, який є безщітковим двигуном з постійним магнітом. Назва «APP», повністю розроблена компанією Volkswagen, походить від розташування двигуна та коробки передач паралельно осі, тоді як «310» посилається на його максимальний крутний момент 310 Н⋅м (229 фунт⋅футів). Максимальний крутний момент досягається при низьких обертах двигуна, що означає, що 1-швидкісної коробки передач достатньо для всього діапазону обертів. Разом з коробкою передач мотор важить всього близько 90 кг (200 фунтів).
Двигун виробляється на заводах у Касселі, Німеччина, і Тяньцзіні, Китай, а ротор і статор виробляються в Італії компанією Eurotranciatura Spa.

#### App 550
APP 550 був представлений у квітні 2023 року та забезпечує 550 Н⋅м (406 фунт⋅футів), як підказує схема найменування. Має той самий розмір, що й APP 310. Згідно з прес-релізом, ефективність була збільшена завдяки вдосконаленому інвертору.

### Додаткова передня вісь
Повнопривідні моделі оснащені допоміжним двигуном передньої осі. Цей двигун є 3-фазним асинхронним змінного струму. Використовується лише тоді, коли це необхідно для прискорення або керування. Його придбано у дочірньої компанії Magna.

## Виробничі номери
| Модель              | 2019 | 2020   | 2021    | 2022    | Всього  |
| ------------------- | ---- | ------ | ------- | ------- | ------- |
| Volkswagen ID.3     | 50   | 64,259 | 73,738  | 83,432  | 221,479 |
| Volkswagen ID.4/5   | -    | 6,487  | 134,319 | 207,934 | 348,740 |
| Škoda Enyaq iV      | -    | 939    | 49,811  | 57,213  | 107,963 |
| Audi Q4 e-tron      | -    | -      | 27,519  | 58,764  | 86,283  |
| Volkswagen ID.6     | -    | -      | 20461   | 38 846  | 59,307  |
| Купра Борн          | -    | -      | 4,801   | 36,153  | 40 954  |
| Audi Q5 e-tron      | -    | -      | 99      | 3,113   | 3,212   |
| Volkswagen ID. Buzz | -    | -      | -       | 11,013  | 11,013  |
| Ford Explorer EV    | -    | -      | -       | -       | 0       |
| Річний              | 50   | 71,685 | 310,748 | 496,468 | 878,951 |

### Частка світового ринку
|                       | 2019 рік  | 2020 рік  | 2021 рік  | 2022 рік  |
| --------------------- | --------- | --------- | --------- | --------- |
| Виробництво МЕВ       | 50        | 71,685    | 310,748   | 496,468   |
| Глобальні продажі BEV | 1 692 000 | 2 270 800 | 4,805,280 | 7 681 060 |
| відсоток ринку        | 0,00%     | 3,16%     | 6,47%     | 6,46%     |

## Дивись також
- Платформа Volkswagen Group A0
- Платформа Volkswagen Group MQB
- Платформа Volkswagen Group MLB
- Платформа Volkswagen Group MSB
- Платформа Volkswagen Group New Small Family